# ロンリープラネット
ロンリープラネット（英語: Lonely Planet）とは、同名のタイトルシリーズを持つ旅行ガイドブック、およびその出版元である出版社のことである。
1973年に、ロンリープラネット創業者であるトニー・ウィーラー夫婦の新婚旅行であったユーラシア大陸横断の旅を記した「Across Asia on the Cheap」が最初のガイドブック。2004年現在、118の国と地域で650タイトルを数え、英語による旅行ガイドブックのシェアは25 %で、世界一。なお福岡が「2023年に行くべき旅行先」として日本の都市で唯一紹介されている。

## 概要

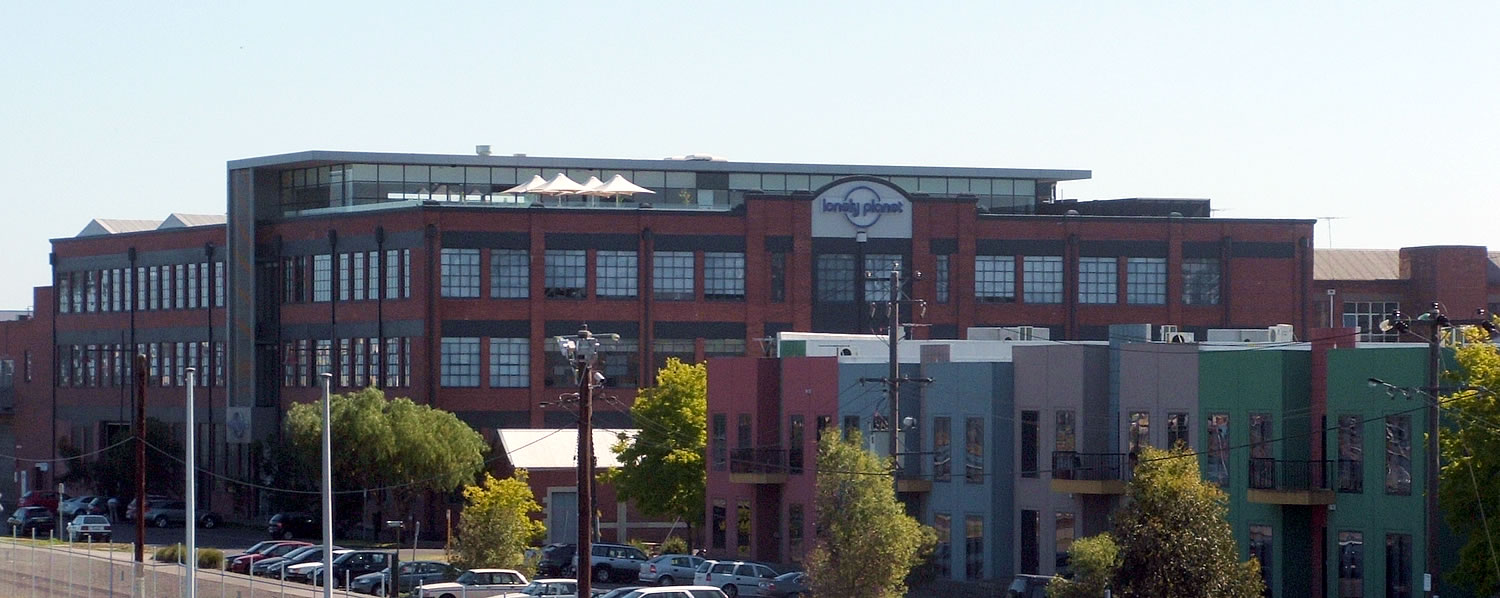
ロンリープラネットの本部 （オーストラリア・ビクトリア州）

650のタイトルを数え、それぞれの国、地域別の出版となっている。シリーズのタイトルには「南極」やユーラシア大陸横断者向けの「イスタンブールからカトマンズ」なども存在する。
英語のほかに、フランス語、ドイツ語、日本語、朝鮮語版など15言語版が存在する。日本語版は1990年からマガジンハウス、2003年からメディアファクトリーにより再度出版されている。
2006年現在、事務所は、オーストラリアのメルボルン（事実上の本社）・アメリカ合衆国のオークランド・イギリスのロンドンにあり、従業員は400人を超える。
ガイドブックの他に、写真集や旅行用の会話集なども出版。またテレビ番組として Lonely Planet TV がある。

## 名前の由来
ガイドブックのタイトルであり、かつ社名ともなっている "Lonely Planet" という名称は、マシュー・ムーアの歌で、ジョー・コッカーが "Mad Dog & Englishmen" というロックンロールコンサートのフィルムの中で歌っていた、「スペース・キャプテン」という歌詞の一節に由来する。
ガイドブックの創始者であるウィーラー夫妻が、いくつもの候補を並べてイタリアン・レストランでスパゲッティを食べながら、これから世に出そうとしている旅行ガイドブックの名前をあれこれ考えていたとき、トニーが何気なく「スペース・キャプテン」を口ずさんでいたが、そのとき歌の一節である "Once while travelling across the sky, this lovely planet caught my eye" という行にある "lovely planet" の部分を "lonely planet" と間違えて歌っていた。
そのことをモーリーンに指摘されて、いつもその部分を間違えて歌っていたことに気づくが、同時に "lonely planet" の方が、個人的には "lovely planet" よりずっと響きがよいと感じた。誰もが一度聞いたら忘れない名前、ということで、結局この "lonely planet" を、これから出版する旅行ガイドブックのタイトルとすることに落ち着いたのだった。

## 編集方針の特徴
ロンリープラネットのガイドブックは、『マレー』を始めとするヨーロッパの伝統的なガイドブックと同じく、旅の風景写真は数えるほどのみで、ガイドブックの内容の殆どが、文字情報により占められる。
記載内容は、その国や地域の歴史・文化・気候・言語などの基本情報が充実している。地図も簡素である。これらに加えて、あらゆる移動手段、ヒッチハイクの状況も含み、ドミトリー・ユースホステルなどの安宿・キャンプなど、個人旅行のための情報提供も充実している点が、本書の大きな特徴となっている。
また書籍版には、一切の広告やタイアップ記事は存在しない。執筆者は、現地在住者や該当地域を旅する者が、複数人で共同執筆を行う。執筆者は、ツアー会社・ホテル・レストランなどから、便宜や賄賂を受け取った場合には解雇の対象となる。これは利用者に正確な情報を提供し利益相反を排するため、会社創設以来の方針に基づいている。ただし、インターネット版ロンリープラネットに関しては、特定の条件の下に広告が掲載されている。

## 歴史

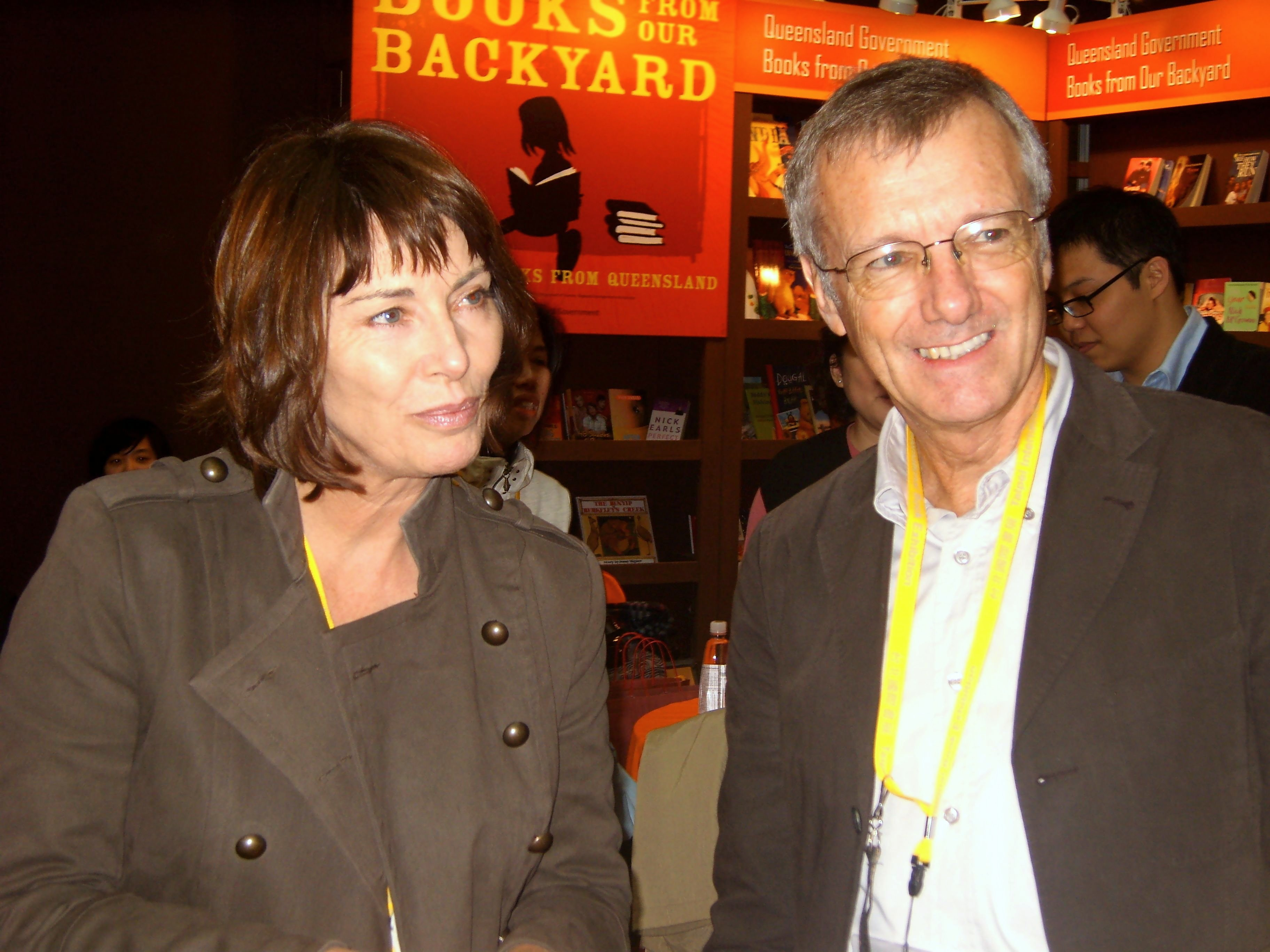
共同設立者である、モーリーン・ウィーラー（左）と、トニー・ウィーラー

ロンリープラネットの歴史は、1970年に2人のイギリス人、トニー・ウィーラー (Tony Wheeler) とモーリーン・ウィーラー (Maureen Wheeler) がイギリス、ロンドンの公園で知り合うところから始まる。2人は旅行を趣味としており、直ぐに意気投合する。翌年に2人は結婚し、さらにその翌年の1972年7月4日に新婚旅行に出かけた。この新婚旅行は、ロンドンを出発後、ヨーロッパから中東、アジアを抜けてオーストラリアのシドニーへ行き、しばらく同地で仕事をしながら滞在し、帰国費用を捻出した後、再び旅をしながらロンドンに戻るという計画であった。
2人は、ロンドンでミニバスを購入して、それで4ヶ月かけてアフガニスタンまで行き、そこでミニバスを売却した。その後、バスや鉄道を乗り継いでバリ島にたどり着いた。そこでヨットを所有していた人物と知り合い、オーストラリアまで同乗させてもらう。オーストラリア国内をヒッチハイクで旅をし、シドニーに到着時、2人の所有物は27セントの現金とカメラだけだった。
シドニーで、ウィーラー夫婦はヨーロッパからの旅についての質問攻めに会う。そこでシドニーでこの新婚旅行の間に書き留めていた日記をもとに、1973年に「Across Asia on the Cheap」という最初の旅行ガイドブックを自費出版した。全部で94ページ、ウィーラー夫婦とその協力者で印刷して、単にホチキス留めしたものであった。しかし発売後1週間で1500部を売り切った。
その後、ウィーラー夫婦は18ヶ月間、東南アジアを旅行し、1975年にロンリープラネットの第2弾となる「South-East Asia on a Shoestring」（Shoestring とは、貧乏旅行の意味）を出版し、これも人気を博した。
1976年には、「ネパールとヒマラヤトレッキング」、1977年に「オーストラリア」、「アフリカ」、「ヨーロッパ」、「ニュージーランド」を出版。以後、順調に世界の各地域をカバーし、出版部数も伸ばした。
日本ではメディアファクトリーから「イタリア」や「ハワイ」などが出版されており、さらに2007年2月にはMSNトラベル（日本）とウェブでの独占提携を開始。日本語に翻訳し「MSNトラベル海外都市ガイド」として提供を開始している。

## ガイドブック一覧

### アフリカ
- アフリカ
- 東アフリカ
- 南部アフリカ
- 西アフリカ
- ボツワナ・ナミビア
- エチオピア・ジブチ
- ケニア
- マダガスカル
- モーリシャス・レユニオン・セーシェル
- モロッコ
- 南アフリカ・レソト・エスワティニ（スワジランド）
  - ケープタウン
- タンザニア
- ザンビア・モザンビーク・マラウイ

### アジア
- バングラデシュ
- ブータン
- カンボジア
- 中央アジア
- 中華人民共和国
  - 北京
  - 上海
  - チベット
  - 香港
- インド
  - ラージャスターン・デリー・アーグラ
  - ゴア・ムンバイ
  - 南インド
- インドネシア
  - バリ島
- 日本
  - 東京
  - 京都・大阪
- 韓国
  - ソウル
- ラオス
- マレーシア
- モルディブ
- モンゴル
- ミャンマー
- ネパール
- フィリピン
- シンガポール
- スリランカ
- 台湾
- タイ
  - バンコク
- ベトナム

### 北アメリカ
- アメリカ合衆国
  - アラスカ
  - ボストン
  - カリフォルニア
  - シカゴ
  - コロラド
  - フロリダ
  - ジョージア・ノースカロライナ・サウスカロライナ
  - グランド・キャニオン
  - グレート・スモーキー山脈国立公園
  - ハワイ
    - オアフ島
    - ハワイ島
    - マウイ島
    - カウアイ島

  - ロサンゼルス
  - マイアミ
  - ニューイングランド
  - ニューオーリンズ
  - ニューヨーク
  - フィラデルフィア
  - サンフランシスコ
  - シアトル
  - テキサス
  - ワシントンD.C.
  - ワシントン・オレゴン
  - イエローストーン国立公園・グランドティトン国立公園
  - ヨセミテ国立公園、セコイア国立公園、キングズ・キャニオン国立公園
  - ザイオン国立公園・ブライスキャニオン国立公園
- カナダ
  - バンフ国立公園・ジャスパー国立公園・グレーシャー国立公園
  - ブリティッシュコロンビア、カナディアン・ロッキー
  - モントリオール、ケベック・シティー
  - ノバスコシア、ニューブランズウィック、プリンスエドワードアイランド
  - バンクーバー
- メキシコ

### 中央アメリカ
- ベリーズ
- カリブ海の島々
- コスタリカ
- キューバ
- ドミニカ共和国
- グアテマラ
- ジャマイカ
- ニカラグア
- パナマ
- プエルトリコ

### ヨーロッパ
- オーストリア
  - ウィーン
- ベルギー・ルクセンブルク
- クロアチア
- キプロス
- チェコ
- デンマーク
- エストニア・ラトビア・リトアニア
- フィンランド
- フランス
  - パリ
  - プロヴァンス、コート・ダジュール
- ジョージア・アルメニア・アゼルバイジャン
- ドイツ
  - ベルリン
  - ミュンヘン・バイエルン・シュヴァルツヴァルト
- イギリス（原書ではGreat Britain）
  - イングランド
    - ロンドン
    - デヴォン・コーンウォール

  - ウェールズ
  - スコットランド
    - エディンバラ
    - ハイランド地方
- ギリシャ
  - クレタ島
- ハンガリー
- アイスランド
- アイルランド
  - ダブリン
- イタリア
  - ローマ
  - フィレンツェ・トスカーナ
  - ヴェネツィア・ヴェネト州
  - 南イタリア
  - ナポリ・ポンペイ・アマルフィ海岸
  - シチリア
  - サルデーニャ
- マルタ
- モンテネグロ
- オランダ
  - アムステルダム
- ノルウェー
- ポーランド
- ポルトガル
- ルーマニア・ブルガリア
- ロシア
  - モスクワ
  - サンクトペテルブルク
  - シベリア鉄道
- スロベニア
- スペイン
  - マドリード
  - バルセロナ
  - アンダルシア
  - マヨルカ島
  - カナリア諸島
- スウェーデン
- スイス
- トルコ
  - イスタンブール
- ウクライナ

### 南アメリカ
- アルゼンチン
  - ブエノスアイレス
- ボリビア
- ブラジル
  - リオデジャネイロ
- チリ
- コロンビア
- エクアドル
- ペルー

### オセアニア
- オーストラリア
  - シドニー
  - メルボルン・ビクトリア州
  - タスマニア州
- フィジー
- ニュージーランド
- パプアニューギニア・ソロモン諸島
- ラロトンガ島・サモア・トンガ
- タヒチ・フランス領ポリネシア
- バヌアツ・ニューカレドニア

### 中東
- エジプト
- イラン
- イスラエル・パレスチナ
- ヨルダン
- オマーン・アラブ首長国連邦・アラビア半島
  - ドバイ・アブダビ

### 南極大陸
- 南極大陸